# Etiopía en los Juegos Olímpicos de Londres 2012
Etiopía participó en los Juegos Olímpicos de Londres 2012 con una delegación de 35 deportistas. Responsable del equipo olímpico fue el Comité Olímpico Etíope, así como las federaciones deportivas nacionales de cada deporte con participación.
La portadora de la bandera en la ceremonia de apertura fue la nadadora Yanet Seyoum.

## Medallistas
El equipo olímpico etíope obtuvo las siguientes medallas:
| Nombre            | Deporte   | Competición             |
| ----------------- | --------- | ----------------------- |
| Oro               |           |                         |
| Tirunesh Dibaba   | Atletismo | 10 000 m F              |
| Tiki Gelana       | Atletismo | Maratón F               |
| Meseret Defar     | Atletismo | 5000 m F                |
| Plata             |           |                         |
| Dejen Gebremeskel | Atletismo | 5000 m M                |
| Sofia Assefa      | Atletismo | 3000 m con obstáculos F |
| Bronce            |           |                         |
| Tariku Bekele     | Atletismo | 10 000 m M              |
| Abeba Aregawi     | Atletismo | 1500 m F                |
| Tirunesh Dibaba   | Atletismo | 5000 m F                |